# Dassault Falcon 50
Dassault Falcon 50 je francuski tromotorni poslovni mlažnjak. Razvijen je tijekom 1970-ih, prvi let je obavio 7. studenog 1976. te se proizvodio sve do 2008. (inačica Falcon 50EX).

## Tehničke karakteristike
Izvori podataka: Jane's
Osnovne karakteristike
- posada: 2
- kapacitet: 8 do 9 putnika
- dužina: 18,52 m
- raspon krila: 18,86 m
- površina krila: 46,83 m2
- visina: 6,97 m
- korisni teret: 1.570 kg

Letne karakteristike
- najveća brzina: 0,86 M
- ekonomska brzina: 0,82 M
- dolet: 6,480 km
- najveća visina leta: 13.715 m
- specifično opterećenje krila: 375,8 kg/m2
- motor: 3 x Garrett TFE 731-3